# باشگاه فوتبال کوکفوسترز
باشگاه فوتبال کوکفوسترز (به انگلیسی: Cockfosters Football Club) یک باشگاه فوتبال در شهر کوکفوسترز، کشور انگلستان است که در سال ۱۹۲۱ میلادی تأسیس شده‌است.